# James Workman
James Workman (anglès: James Theodore Workman)  (Woodward, 30 d'abril de 1908 - Comtat d'Orange, 15 d'octubre de 1983) fou un remer estatunidenc que va competir durant la dècada de 1920.
El 1928 va prendre part en els Jocs Olímpics d'Amsterdam, on disputà la prova del vuit amb timoner del programa de rem, en què guanyà la medalla d'or. Posteriorment va fer la carrera militar dins la Força Aèria dels Estats Units, retirant-se com a tinent coronel.